# Niemieccy biskupi katoliccy
Niemieccy biskupi katoliccy – kapłani katoliccy, posiadający święcenia biskupie pochodzący z Niemiec.

## Biskupi pracujący na terenie Niemiec
Lista zawiera informacje o biskupach pracujących w diecezjach niemieckich, zarówno ordynariuszach jak i pomocniczych.
| Biskup | Biskup                 | Data urodzenia       | Funkcja (tytuł)                                                                | Data konsekracji  | Data nominacji       |
| ------ | ---------------------- | -------------------- | ------------------------------------------------------------------------------ | ----------------- | -------------------- |
|        | Ackermann Stephan      | 20 marca 1963        | ordynariusz Trewiru                                                            | 14 maja 2006      | 8 kwietnia 2009      |
|        | Bätzing Georg          | 13 kwietnia 1961     | ordynariusz Limburga                                                           | 18 września 2016  | 1 lipca 2016         |
|        | Becker Hans-Josef      | 8 czerwca 1948       | arcybiskup metropolita Paderborn                                               | 23 stycznia 2000  | 3 lipca 2003         |
|        | Bentz Udo              | 3 marca 1967         | pomocniczy Moguncji (biskup tytularny Sita)                                    | 20 września 2015  | 15 lipca 2015        |
|        | Berenbrinker Hubert    | 7 czerwca 1950       | pomocniczy Paderborn (biskup tytularny Panatorii)                              | 15 czerwca 2008   | 19 kwietnia 2008     |
|        | Birkhofer Peter        | 11 czerwca 1964      | pomocniczy Fryburga (biskup tytularny Villamagna in Tripolitana)               | 15 kwietnia 2018  | 19 lutego 2018       |
|        | Bischof Wolfgang       | 6 listopada 1960     | pomocniczy Monachium i Freising (biskup tytularny Nebbi)                       | 28 lutego 2010    | 5 stycznia 2010      |
|        | Bode Franz-Josef       | 16 lutego 1951       | ordynariusz Osnabrücku                                                         | 1 września 1991   | 12 września 1995     |
|        | Bongartz Heinz-Günter  | 5 maja 1955          | pomocniczy Hildesheim (biskup tytularny Bonusty)                               | 26 lutego 2011    | 4 grudnia 2010       |
|        | Boom Ulrich            | 25 września 1947     | pomocniczy Würzburga (biskup tytularny Sullectum)                              | 25 stycznia 2009  | 6 grudnia 2008       |
|        | Borsch Karl            | 1 sierpnia 1959      | pomocniczy Akwizgranu (biskup tytularny Crepedula)                             | 17 stycznia 2004  | 21 listopada 2003    |
|        | Brahm Robert           | 25 sierpnia 1956     | pomocniczy Trewiru (biskup tytularny Mimiana)                                  | 8 lutego 2004     | 9 grudnia 2003       |
|        | Bündgens Johannes      | 2 kwietnia 1956      | pomocniczy Akwizgranu (biskup tytularny Árd Carna)                             | 20 maja 2006      | 15 marca 2006        |
|        | Bura John              | 12 czerwca 1944      | pomocniczy archieparchii filadelfijskiej (biskup tytularny Limisa)             | 21 lutego 2006    | 3 stycznia 2006      |
|        | Burger Stephan         | 29 kwietnia 1962     | arcybiskup metropolita Fryburga                                                | 29 czerwca 2014   | 30 maja 2014         |
|        | Dieser Helmut          | 15 maja 1962         | ordynariusz Akwizganu                                                          | 5 czerwca 2011    | 23 września 2016     |
|        | Diez Karlheinz         | 20 lutego 1954       | pomocniczy Fuldy (biskup tytularny Villa Regis)                                | 26 września 2004  | 13 lipca 2004        |
|        | Eberlein Horst         | 25 października 1950 | pomocniczy Hamburga (biskup tytularny Tisedi)                                  | 25 marca 2017     | 9 lutego 2017        |
|        | Feige Gerhard          | 19 listopada 1951    | ordynariusz Magdeburga                                                         | 11 września 1999  | 23 lutego 2005       |
|        | Fürst Gebhard          | 2 grudnia 1948       | ordynariusz Rottenburga-Stuttgartu                                             | 17 września 2000  | 7 lipca 2000         |
|        | Gebert Franz Josef     | 21 lutego 1949       | pomocniczy Trewiru (biskup tytularny Vegesela in Byzacena)                     | 3 września 2017   | 31 maja 2017         |
|        | Genn Felix             | 6 marca 1950         | ordynariusz Münsteru                                                           | 30 maja 1999      | 19 grudnia 2008      |
|        | Georgens Otto          | 2 grudnia 1950       | pomocniczy Spiry (biskup tytularny Gubaliana)                                  | 25 marca 1995     | 27 stycznia 1995     |
|        | Gerber Michael         | 17 stycznia 1970     | pomocniczy Fryburga (biskup tytularny Migirpa)                                 | 8 września 2013   | 12 czerwca 2013      |
|        | Gössl Herwig           | 22 lutego 1967       | pomocniczy Bambergu (biskup tytularny Balecium)                                | 15 marca 2014     | 24 stycznia 2014     |
|        | Graf Josef             | 30 czerwca 1957      | pomocniczy Ratyzbony (biskup tytularny Inis Cathaig)                           | 7 czerwca 2015    | 24 kwietnia 2015     |
|        | Hanke Gregor Maria OSB | 2 lipca 1954         | ordynariusz Eichstätt                                                          | 2 grudnia 2006    | 14 października 2006 |
|        | Hassleberger Bernhard  | 30 października 1946 | pomocniczy Monachium i Freising (biskup tytularny Octaba)                      | 29 czerwca 1994   | 31 maja 1994         |
|        | Hauke Reinhard         | 6 listopada 1953     | pomocniczy Erfurtu (biskup tytularny Flumenpiscense)                           | 26 listopada 2005 | 11 października 2005 |
|        | Hegge Christoph        | 15 sierpnia 1962     | pomocniczy Münsteru (biskup tytularny Sicilibba)                               | 29 sierpnia 2010  | 31 maja 2010         |
|        | Heinrich Matthias      | 26 czerwca 1954      | pomocniczy Berlina (biskup tytularny Thibaris)                                 | 19 kwietnia 2009  | 18 lutego 2009       |
|        | Heße Stefan            | 7 sierpnia 1966      | arcybiskup metropolita Hamburga                                                | 14 marca 2015     | 26 stycznia 2015     |
|        | Ipolt Wolfgang         | 17 marca 1954        | ordynariusz Görlitz                                                            | 28 sierpnia 2011  | 18 czerwca 2011      |
|        | Jung Franz             | 4 czerwca 1966       | ordynariusz Würzburga                                                          | 10 czerwca 2018   | 16 lutego 2018       |
|        | Karrer Matthäus        | 2 sierpnia 1968      | pomocniczy Rottenburga-Stuttgartu (biskup tytularny Tunnuna)                   | 28 maja 2017      | 2 maja 2017          |
|        | Koch Heiner            | 13 czerwca 1954      | arcybiskup metropolita Berlina                                                 | 7 maja 2006       | 8 czerwca 2015       |
|        | Kohlgraf Peter         | 21 marca 1967        | ordynariusz Moguncji                                                           | 27 sierpnia 2017  | 18 kwietnia 2017     |
|        | König Matthias         | 3 listopada 1959     | pomocniczy Paderborn (biskup tytularny Elicroca)                               | 5 grudnia 2004    | 14 października 2004 |
|        | Lohmann Rolf           | 21 lutego 1963       | pomocniczy Münsteru (biskup tytularny Gor)                                     | 8 lipca 2017      | 25 kwietnia 2017     |
|        | Löhr Thomas            | 29 lutego 1952       | pomocniczy Limburga (biskup tytularny Diana)                                   | 30 sierpnia 2009  | 15 czerwca 2009      |
|        | Losinger Anton         | 27 lutego 1957       | pomocniczy Augsburga (biskup tytularny Vazi-Sarra)                             | 16 lipca 2000     | 6 czerwca 2000       |
|        | Marx Reinhard          | 21 września 1953     | arcybiskup metropolita Monachium-Freising (kardynał-prezbiter San Corbiniano)  | 21 września 1996  | 30 listopada 2007    |
|        | Meier Dominicus OSB    | 10 lipca 1959        | pomocniczy Paderborn (biskup tytularny Castro di Sardegna)                     | 27 września 2015  | 15 lipca 2015        |
|        | Neymeyr Ulrich         | 12 sierpnia 1957     | ordynariusz Erfurtu                                                            | 21 kwietnia 2003  | 19 września 2014     |
|        | Oster Stefan SDB       | 3 czerwca 1965       | ordynariusz Pasawy                                                             | 24 maja 2014      | 4 kwietnia 2014      |
|        | Overbeck Franz-Josef   | 19 czerwca 1964      | ordynariusz Essen, biskup polowy Ordynariatu Wojskowego Niemiec                | 1 września 2007   | 28 października 2009 |
|        | Pappenberger Reinhard  | 30 czerwca 1958      | pomocniczy Ratyzbony (biskup tytularny Aptuca)                                 | 25 marca 2007     | 6 lutego 2007        |
|        | Peters Jörg Michael    | 17 kwietnia 1960     | pomocniczy Trewiru (biskup tytularny Forum Traiani)                            | 8 lutego 2004     | 9 grudnia 2003       |
|        | Puff Ansgar            | 8 stycznia 1956      | pomocniczy Kolonii (biskup tytularny Gordus)                                   | 21 września 2013  | 14 czerwca 2013      |
|        | Renz Thomas Maria      | 9 grudnia 1957       | pomocniczy Rottenburga-Stuttgartu (biskup tytularny Rucuma)                    | 22 czerwca 1997   | 29 kwietnia 1997     |
|        | Schepers Ludger        | 18 kwietnia 1953     | pomocniczy Essen (biskup tytularny Neapolis in Proconsulari)                   | 19 września 2008  | 27 czerwca 2008      |
|        | Schick Ludwig          | 22 września 1949     | arcybiskup metropolita Bambergu                                                | 12 lipca 1998     | 28 czerwca 2002      |
|        | Schwaderlapp Dominik   | 4 maja 1967          | pomocniczy Kolonii (biskup tytularny Frequentium)                              | 25 marca 2012     | 24 lutego 2012       |
|        | Schwerdtfeger Nikolaus | 1 października 1948  | pomocniczy Hildesheim (biskup tytularny Fussala)                               | 23 września 1995  | 19 czerwca 1995      |
|        | Steinhäuser Rolf       | 12 maja 1952         | pomocniczy Kolonii (biskup tytularny Thuburnica)                               | 10 stycznia 2015  | 11 grudnia 2014      |
|        | Stolberg Rupert        | 29 czerwca 1970      | pomocniczy Monachium i Freising (biskup tytularny Sassura)                     | 10 grudnia 2016   | 28 października 2016 |
|        | Theising Wilfried      | 20 września 1962     | pomocniczy Münsteru (biskup tytularny Mina)                                    | 29 sierpnia 2010  | 31 maja 2010         |
|        | Timmerevers Heinrich   | 25 sierpnia 1952     | ordynariusz Drezna-Miśni                                                       | 2 września 2001   | 29 kwietnia 2016     |
|        | Voderholzer Rudolf     | 9 października 1959  | ordynariusz Ratyzbony                                                          | 26 stycznia 2013  | 6 grudnia 2012       |
|        | Wiesemann Karl-Heinz   | 1 sierpnia 1960      | ordynariusz Spiry                                                              | 8 września 2002   | 19 grudnia 2007      |
|        | Wilmer Heiner SCI      | 9 kwietnia 1961      | ordynariusz Hildesheim                                                         | 1 września 2018   | 6 kwietnia 2018      |
|        | Woelki Rainer Maria    | 18 sierpnia 1956     | arcybiskup metropolita Kolonii (kardynał-prezbiter San Giovanni Maria Vianney) | 30 marca 2003     | 11 lipca 2014        |
|        | Wörner Florian         | 5 lutego 1970        | pomocniczy Augsburga (biskup tytularny Hierpiniana)                            | 28 lipca 2012     | 5 czerwca 2012       |
|        | Wübbe Johannes         | 23 lutego 1966       | pomocniczy Osnabrücku (biskup tytularny Ros Cré)                               | 1 września 2013   | 18 czerwca 2013      |
|        | Zdarsa Konrad          | 7 czerwca 1944       | ordynariusz Augsburga                                                          | 23 czerwca 2007   | 8 lipca 2010         |
|        | Zekorn Stefan          | 3 października 1959  | pomocniczy Münsteru (biskup tytularny Aquae Albae in Mauretania)               | 13 lutego 2011    | 3 grudnia 2010       |
|        | Zimmermann Wilhelm     | 16 czerwca 1948      | pomocniczy Essen (biskup tytularny Benda)                                      | 29 czerwca 2014   | 14 marca 2014        |

## Biskupi seniorzy
Lista zawiera informacje o emerytowanych biskupach pracujących w diecezjach niemieckich.
| Biskup | Biskup                       | Data urodzenia       | Ostatnia pełniona funkcja (tytuł)                                                 | Data konsekracji     | Data rezygnacji     |
| ------ | ---------------------------- | -------------------- | --------------------------------------------------------------------------------- | -------------------- | ------------------- |
|        | Algermissen Heinz Josef      | 12 lutego 1943       | ordynariusz Fuldy                                                                 | 21 września 1996     | 5 czerwca 2018      |
|        | Braun Karl                   | 13 grudnia 1930      | metropolita Bambergu                                                              | 16 czerwca 1984      | 2 lipca 2001        |
|        | Dicke Gerd                   | 28 marca 1928        | pomocniczy Akwizganu (biskup tytularny Iria Flavia)                               | 11 kwietnia 1970     | 21 listopada 2003   |
|        | Geerlings Dieter             | 15 lipca 1947        | pomocniczy Münsteru (biskup tytularny Tacapae)                                    | 29 sierpnia 2010     | 24 listopada 2017   |
|        | Grothe Manfred               | 4 kwietnia 1939      | pomocniczy Paderborn(biskup tytularny Hippo Diarrhytus)                           | 5 grudnia 2004       | 15 lipca 2015       |
|        | Grünwald Josef               | 22 sierpnia 1936     | pomocniczy Augsburga (biskup tytularny Fronta)                                    | 18 marca 1995        | 4 października 2011 |
|        | Hofmann Friedhelm            | 12 maja 1942         | ordynariusz Würzburga                                                             | 13 września 1992     | 18 września 2017    |
|        | Kettmann Theodor             | 27 listopada 1938    | pomocniczy Osnabrücku (biskup tytularny Busiris)                                  | 18 lutego 1979       | 30 listopada 2011   |
|        | Klug Rainer                  | 13 grudnia 1938      | pomocniczy Fryburga (biskup tytularny Ala Miliaria)                               | 29 czerwca 2000      | 21 listopada 2013   |
|        | Koitz Hans-Georg             | 4 kwietnia 1935      | pomocniczy Hildesheim (biskup tytularny Cantanus)                                 | 25 października 1992 | 4 grudnia 2010      |
|        | Kreidler Johannes            | 31 maja 1946         | pomocniczy Rottenburga-Stuttgartu (biskup tytularny Edistiana)                    | 31 sierpnia 1991     | 2 marca 2017        |
|        | Mixa Walter                  | 25 kwietnia 1941     | ordynariusz Augsburga                                                             | 23 marca 1996        | 8 maja 2010         |
|        | Mussinghoff Heinrich         | 29 października 1940 | ordynariusz Akwizgranu                                                            | 11 lutego 1995       | 8 grudnia 2015      |
|        | Nowak Leo                    | 17 marca 1929        | ordynariusz Magdeburga                                                            | 24 marca 1990        | 17 marca 2004       |
|        | Pieschl Gerhard              | 23 stycznia 1934     | pomocniczy Limburga (biskup tytularny Misenum)                                    | 23 października 1977 | 15 czerwca 2009     |
|        | Reinelt Joachim Friedrich    | 21 października 1936 | ordynariusz Drezna-Miśni                                                          | 20 lutego 1988       | 20 lutego 2012      |
|        | Tebartz-van Elst Franz-Peter | 20 listopada 1959    | ordynariusz Limburga                                                              | 28 listopada 2007    | 26 marca 2016       |
|        | Trelle Norbert               | 2 września 1942      | ordynariusz Hildesheim                                                            | 1 maja 1992          | 9 września 2017     |
|        | Wanke Joachim                | 4 maja 1941          | ordynariusz Erfurtu                                                               | 26 listopada 1980    | 1 października 2012 |
|        | Wehrle Paul                  | 7 czerwca 1940       | pomocniczy Fryburga (biskup tytularny Nova Germania)                              | 5 lipca 1981         | 30 lipca 2012       |
|        | Wetter Friedrich             | 20 lutego 1928       | metropolita Monachium i Freising, kardynał-prezbiter Santo Stefano al Monte Celio | 29 czerwca 1968      | 2 lutego 2007       |
|        | Zollitsch Robert             | 9 sierpnia 1938      | metropolita Fryburga                                                              | 20 lipca 2003        | 13 września 2013    |

## Biskupi pracujący poza granicami Niemiec
Lista zawiera informacje o biskupach, czynnych i emerytowanych, pełniących posługę poza granicami Niemiec.
| Biskup | Biskup                      | Data urodzenia    | Funkcja | Kraj działania    | Data konsekracji    | Data nominacji/Data rezygnacji |
| ------ | --------------------------- | ----------------- | --- | ----------------- | ------------------- | ------------------------------ |
|        | Alfert Lucio OMI            | 18 listopada 1941 | wikariusz apostolski Pilcomayo biskup tytularny Tubyzy                                                                           | Paragwaj          | 21 maja 1986        | 24 stycznia 1986               |
|        | Bahlmann Johannes           | 10 grudnia 1960   | ordynariusz Óbidos | Brazylia          | 9 maja 2009         | 9 listopada 2011               |
|        | Bittschi Adolf              | 1 grudnia 1950    | pomocniczy Sucre biskup tytularny Nigizubi                                                                                       | Boliwia           | 8 sierpnia 2008     | 15 maja 2008                   |
|        | Brandmüller Walter          | 5 stycznia 1929   | emerytowany przewodniczący Papieskiego Komitetu Nauk Historycznych, kardynał-diakon San Giuliano dei Fiamminghi                  | Watykan           | 13 listopada 2010   | 3 grudnia 2009                 |
|        | Clemens Josef               | 20 czerwca 1947   | emerytowany sekretarz Papieskiej Rady ds. Świeckich                                                                              | Watykan           | 6 stycznia 2004     | 1 września 2016                |
|        | Gänswein Georg              | 30 lipca 1956     | prefekt Domu Papieskiego, arcybiskup tytularny Urbs Salvia                                                                       | Watykan           | 6 stycznia 2013     | 7 grudnia 2012                 |
|        | Happe Martin MAfr           | 15 listopada 1945 | ordynariusz Nawakszut | Mauretania        | 1 listopada 1995    | 10 lipca 1995                  |
|        | Hombach Bernard             | 12 września 1933  | emerytowany ordynariusz Granada                                                                                                  | Nikaragua         | 25 kwietnia 1995    | 11 marca 2010                  |
|        | Kasper Walter               | 5 marca 1933      | emerytowany prezydent Papieskiej Rady do spraw Popierania Jedności Chrześcijan, kardynał-prezbiter Ognissanti in Via Appia Nuova | Watykan           | 17 czerwca 1989     | 1 lipca 2010                   |
|        | Krebs Martin                | 2 listopada 1956  | nuncjusz apostolski, arcybiskup tytularny Taborenta                                                                              | Urugwaj           | 16 listopada 2008   | 16 czerwca 2018                |
|        | Lammers Martin OFM          | 22 grudnia 1939   | emerytowany prałat Óbidos | Brazylia          | 4 października 1979 | 28 stycznia 2009               |
|        | Müller Gerhard Ludwig       | 31 grudnia 1947   | emerytowany prefekt Kongregacji Nauki Wiary, kardynał-diakon Sant'Agnese in Agone                                                | Watykan           | 24 listopada 2002   | 1 lipca 2017                   |
|        | Nann Reinhold               | 25 sierpnia 1960  | prałat Caravelí | Peru              | 15 sierpnia 2017    | 27 maja 2017                   |
|        | Pickel Clemens              | 17 sierpnia 1961  | ordynariusz Saratowa | Rosja             | 7 czerwca 1998      | 11 lutego 2002                 |
|        | Steckling Heinz Wilhelm OMI | 23 kwietnia 1947  | ordynariusz Ciudad del Este | Paragwaj          | 21 grudnia 2014     | 15 listopada 2014              |
|        | Stöckler Luis Teodorico     | 12 kwietnia 1936  | emerytowany ordynariusz Quilmes                                                                                                  | Argentyna         | 17 grudnia 1985     | 12 października 2011           |
|        | Strotmann Norbert MSC       | 14 sierpnia 1946  | ordynariusz Chosica | Peru              | 6 stycznia 1993     | 11 stycznia 1997               |
|        | Wirz Rodolfo                | 19 kwietnia 1942  | emerytowany ordynariusz Maldonado-Punta del Este                                                                                 | Urugwaj           | 21 grudnia 1985     | 15 czerwca 2018                |
|        | Wüstenberg Michael          | 19 lipca 1954     | emerytowany ordynariusz Aliwal                                                                                                   | Południowa Afryka | 24 lutego 2008      | 1 września 2017                |